# Reynel
Reynel és un municipi francès situat al departament de l'Alt Marne i a la regió del Gran Est. L'any 2007 tenia 131 habitants.

## Demografia

### Població
El 2007 la població de fet de Reynel era de 131 persones. Hi havia 57 famílies de les quals 15 eren unipersonals (15 dones vivint soles i 15 dones vivint soles), 4 parelles sense fills, 19 parelles amb fills i 19 famílies monoparentals amb fills.
La població ha evolucionat segons el següent gràfic:
Habitants censats

### Habitatges
El 2007 hi havia 92 habitatges, 56 eren l'habitatge principal de la família, 19 eren segones residències i 16 estaven desocupats. Tots els 92 habitatges eren cases. Dels 56 habitatges principals, 46 estaven ocupats pels seus propietaris i 10 estaven llogats i ocupats pels llogaters; 2 tenien dues cambres, 8 en tenien tres, 14 en tenien quatre i 32 en tenien cinc o més. 37 habitatges disposaven pel capbaix d'una plaça de pàrquing. A 25 habitatges hi havia un automòbil i a 20 n'hi havia dos o més.

### Piràmide de població
La piràmide de població per edats i sexe el 2009 era:
| Homes | Edats   | Dones |
| ----- | ------- | ----- |
| 0     | 95 o +  | 0     |
| 0     | 90 a 94 | 0     |
| 4     | 85 a 89 | 4     |
| 0     | 80 a 84 | 4     |
| 0     | 75 a 79 | 4     |
| 4     | 70 a 74 | 12    |
| 12    | 65 a 69 | 4     |
| 0     | 60 a 64 | 0     |
| 0     | 55 a 59 | 0     |
| 12    | 50 a 54 | 0     |
| 12    | 45 a 49 | 16    |
| 12    | 40 a 44 | 8     |
| 0     | 35 a 39 | 4     |
| 0     | 30 a 34 | 0     |
| 8     | 25 a 29 | 0     |
| 0     | 20 a 24 | 4     |
| 0     | 15 a 19 | 8     |
| 12    | 10 a 14 | 4     |
| 4     | 5 a 9   | 4     |
| 0     | 0 a 4   | 0     |

## Economia
El 2007 la població en edat de treballar era de 85 persones, 54 eren actives i 31 eren inactives. De les 54 persones actives 45 estaven ocupades (30 homes i 15 dones) i 9 estaven aturades (4 homes i 5 dones). De les 31 persones inactives 10 estaven jubilades, 10 estaven estudiant i 11 estaven classificades com a «altres inactius».

### Ingressos
El 2009 a Reynel hi havia 57 unitats fiscals que integraven 128 persones, la mediana anual d'ingressos fiscals per persona era de 14.902,5 €.

### Activitats econòmiques
Dels 2 establiments que hi havia el 2007, 1 era d'una empresa d'hostatgeria i restauració i 1 d'una empresa immobiliària.
L'any 2000 a Reynel hi havia 3 explotacions agrícoles que ocupaven un total de 507 hectàrees.

## Poblacions més properes
El següent diagrama mostra les poblacions més properes.